# Astylopsis sexguttata
Astylopsis sexguttata là một loài bọ cánh cứng trong họ Cerambycidae.